# Vania Vilers
Pour les articles homonymes, voir Winterhalter et Villers.
Jean-Frédéric Winterhalter, dit Vania Vilers, né le 12 juin 1938 à Neuchâtel (Suisse) et mort le 22 février 2009 à Paris, est un acteur franco-suisse.

## Biographie
Vania Vilers naît d'un père russe émigré en 1917.
En 1977, il incarne le personnage du séducteur aux tempes grisonnantes, l'amant de Danièle Delorme et rival de Jean Rochefort, dans le film Nous irons tous au paradis d'Yves Robert.
Au cours d'une carrière qui s'étale sur plus de 40 années, il a travaillé avec Alain Resnais, Denys de La Patellière, Claude Pinoteau, Yves Allegret, Les frères Taviani, Jean Claude Carrière, Michel Drach, entre autres... a donné la réplique à Lino Ventura, Pierre Brasseur, Claude Rich, Daniel Gelin, Jean Louis Trintignant, Victor Lanoux, Marie France Pisier, Pierre Mondy, Jacques Higelin, Jean Richard, Bruno Cremer, Alain Cuny.... et tant d'autres.
Il est l'avant-dernier acteur à doubler la voix de Panoramix dans Astérix et les Vikings en 2005 pour remplacer Henri Labussière, décédé en 2008. Il joue aussi aux côtés de Raymond Souplex et Pierre Brasseur un rôle important dans l'avant-dernier épisode de Bourrel dans Les Cinq Dernières Minutes de Claude Loursais.
Durant l'été 2006, il incarne Victor Castelli dans le feuilleton Plus belle la vie, aux côtés de Colette Renard (Rachel Lévy).
À l'été 2008, il est hospitalisé au Centre hospitalier d'Arles. Il meurt quelques mois plus tard, en février 2009, des suites d'une longue maladie. Il repose à Paris au cimetière du Père-Lachaise dans la 11e division.

### Vie privée
Il est le père de l'acteur Vincent Winterhalter.

## Filmographie

### Cinéma
- 1968 : Drôle de jeu de Pierre Kast et Jean-Daniel Pollet
- 1968 : Je t'aime, je t'aime d'Alain Resnais
- 1970 : Nous n'irons plus au bois de Georges Dumoulin
- 1973 : Le Désir et la volupté
- 1974 : Le Passager (Caravan to Vaccarès) de Geoffrey Reeve
- 1975 : Irène, Irène de Peter Del Monte
- 1977 : Mimi bluette (Fiore Del Mio Giardino) de Carlo Di Palma
- 1977 : Nous irons tous au paradis d'Yves Robert
- 1977 : L'Aigle et la Colombe de Claude Bernard-Aubert
- 1977 : Le Passé simple de Michel Drach
- 1977 : Madame Claude de Just Jaeckin
- 1980 : Le Chemin perdu de Patricia Moraz
- 1982 : Boulevard des assassins de Boramy Tioulong
- 1982 : Parti sans laisser d'adresse de Jacqueline Veuve
- 1983 : Le Diable au cœur (court métrage) de Laurent Louchet
- 1984 : Femmes de personne de Christopher Frank
- 1984 : La Septième Cible de Claude Pinoteau
- 1990 : Truly Madly Deeply d'Anthony Minghella
- 1997 : Jeunesse de Noël Alpi
- 1998 : Alissa de Didier Goldschmidt
- 1998 : Le Dernier Bip de Laetitia Colombani : Commissaire Bigore
- 2002 : À la folie... pas du tout de Laetitia Colombani
- 2005 : 13 Tzameti de Gela Babluani
- 2006 : Astérix et les Vikings de Stefan Fjeldmark : Panoramix (voix)
- 2008 : The Vintner's Luck de Niki Caro

### Télévision
- 1969 : Thibaud ou les croisades : Guillaume de Mons

- 1971 : HPW ou Anatomie d'un faussaire d'Alain Boudet
- 1973 : L'éclatement de Bernard Maigrot
- 1973 : Le Ressac de Jean-Paul Sassy
- 1973 : La vie, pourtant privée, de Percy B. Ferguson d'Alain Boudet
- 1973 : Plein soleil, téléfilm de Jean Archimbaud
- 1973 : Un certain Richard Dorian, d'Abder Isker
- 1973-1989 : Les Cinq Dernières Minutes : 
  - 1973 : Meurtre par intérim de Claude Loursais
  - 1976 : Le pied à l'étrier de Claude Loursais : Michel Pavilly
  - 1978 : Techniques douces de Claude Loursais : Antoine
  - 1980 : La boule perdue de Claude Loursais
  - 1983 : À bout de course Claude Loursais
  - 1988 : La Ballade de Menardeau de Maurice Frydland
  - 1989 : Mort d'orque de Gérard Gozlan
- 1974 : La trahison d'Alain Boudet : Jean Marie Destang
- 1974 : Quai de l'étrangleur de Boramy Tioulong
- 1975 : Les Peupliers de la Prétentaine (série télévisée) de Jean Herman
- 1976/1982 : Cinéma 16 : 5 téléfilms :
  - 1976 : La Manipulation de Denys de La Patellière - L'Empereur
  - 1978 : Photo souvenir d'Edmond Séchan - François
  - 1981 : Une mère russe de Michel Mitrani
  - 1982 : Quelque chose dans son rêve de Boramy Tioulong - Joubert
  - 1982 : Une autre femme de Hélène Misserly - Jacques
- 1977 : Un juge, un flic de Denys de La Patellière, première saison (1977), épisode : Le Mégalomane
- 1979 : Les Enquêtes du commissaire Maigret, épisode Liberty Bar de Jean-Paul Sassy
- 1979 : Les Enquêtes du commissaire Maigret, épisode : Maigret et l'Indicateur d'Yves Allégret
- 1980 : La Conquête du ciel de Jean-Louis Lignerat : Olivier
- 1984 : Aveugle, que veux-tu ? de Juan Luis Buñuel
- 1988 : Lance et Compte II : Frédéric Tanner
- 1988 : La louve, de José Giovanni : Marillon
- 1989 : Lance et Compte III : Frédéric Tanner
- 1992 : Le Château des oliviers (rôle : Jérôme)
- 1992 : Nestor Burma (série télévisée), saison 2, épisode 3 : Bachet, le peintre
- 1993 : Qui a tué Harry Field (Inspecteur Morse (5e saison) : Paul Eirl
- 1994 : Les Cordier, juge et flic, épisode Une associée en trop : Caroli
- 1994 : Extrême Limite, épisode 39 Bon Pied, Bon Œil : Mr Matthias
- 1997 : Les Filles du maître de chai de François Luciani

- 2001 : Joséphine, ange gardien, épisode La Fautive
- 2001 : Résurrection de Paolo et Vittorio Taviani
- 2002-2005 : Quelle aventure ! (voix off)
- 2003 : Lola, qui es-tu Lola ? (série TV)
- 2003 : Franck Keller (épisode Une garde à vue)
- 2000 : Femmes de loi(série TV) : Jean Brochène le père d'Élisabeth Brochène le substitut du procureur (épisode Justice d'une mère), de Claude-Michel Rome
- 2004 : Maigret et la demoiselle de compagnie de Franck Apprederis
- 2006 : Plus belle la vie - 17 épisodes : Victor Castelli
- 2008 : Femmes de loi : Monsieur Rosace (épisode La robe et la justice)
- 2009 : Ligne de feu : Roger Larramendy
  - Sauver ou périr de Marc Angelo
  - Au nom du père de Marc Angelo
  - XXL Solitude de Marc Angelo

## Théâtre
- 1967 : Les Visions de Simone Machard de Bertolt Brecht, mise en scène Gabriel Garran, théâtre de la Commune
- 1968 : Les Visions de Simone Machard de Bertolt Brecht, mise en scène Gabriel Garran, théâtre-maison de la culture de Caen

## Doublage
Films
- Bryan Brown dans :
  - Gorilles dans la brume (1989) : Bob Campbell
  - Méli-mélo à Venise (1992) : Mike Lorton / Charlton Black

- Ricardo Montalbán dans :
  - Spy Kids 2 : Espions en herbe (2002) : Grand-père
  - Spy Kids 3 : Mission 3D (2003) : Grand-père

- 1979 : Justice pour tous : Jay Porter (Jeffrey Tambor)
- 1982 : Tootsie : George Fields (Sydney Pollack)
- 1982 : Creepshow : Dexter Stanley (Fritz Weaver)
- 1992 : Storyville : Michael Trevallian (Michael Parks)
- 1993 : Short Cuts : Earl Piggot (Tom Waits)
- 1997 : Menace toxique : Orin Hanner Sr. (Kris Kristofferson)
- 1997 : The End of Violence : Ray Bering (Gabriel Byrne)
- 2001 : Capitaine Corelli : le docteur Iannis (John Hurt)
- 2001 : Kate et Léopold : oncle Millard (Paxton Whitehead)
- 2001 : La Famille Tenenbaum : Dusty (Seymour Cassel)
- 2002 : Rêve de champion : Mac (Danny Kamin)
- 2002 : Rollerball : Serokin (David Hemblen)
- 2006 : Black Book : le notaire Smaal (Dolf de Vries)
- 2006 : 16 Blocs : le sous-préfet Wagner (Richard Fitzpatrick)
- 2008 : 10 000 : le narrateur (Omar Sharif)

Séries télévisées
- 1990-1991 : Twin Peaks : Hank Jennings (Chris Mulkey) (2ème voix)
- 1999 : Providence : James « Jim » Hansen (Mike Farrell)
- 1999 - 2001 : Angel : Holland Manners (Sam Anderson)
- 2001 : Frères d'armes : Robert Sink (Dale Dye)
- 2001 : Dune : Gurney Halleck (P. H. Moriarty)